# Râul Frăcea
Râul Frăcea este unul râu afluent al râului Cuca. 